# Cheralit
Cheralitul este un mineral de tip fosfat anhidru ce conține thoriu și calciu, cu formula idealizată CaTh(PO4)2. Este izomorf cu huttonitul și monazitul, facând parte din supergrupa mineralelor monazitice.
Cheralitul a fost descoperit în 1953 în minerale provenind din Kerela, India, denumirea provenind de la Chera (un regat străvechi situat în sudul prezentei Indii). Structura sa a fost descrisă câteva zeci de ani mai tirziu (prin analogie cu cea a monazitului) prin studiul unui specimen provenit din pegmatitele de la Brabant Farm, districtul Karibib, Namibia, denumit inițial brabantit (după locul din care provenea). La acea dată, monazitele cu conținut crescut de thoriu/calciu  și formula (Ca,Th,Ce)(PO4)2 erau denumite „cheralit-(Ce)”. Pentru uniformizare și evitarea confuziilor, denumirile de „brabantit” și „cheralit-(Ce)” au fost discreditate, respectivele minerale fiind denumite – în mod generic – cheralit.

## Răspândire

Relația structurală monazit-cheralit-huttonit

Variația volumului celulei elementare a fosfaților de tip monazit și xenotim în funcție de raza cationilor constituenți. În figură este inclus și cheralitul, indicând similitudinea structurală monazit-cheralit

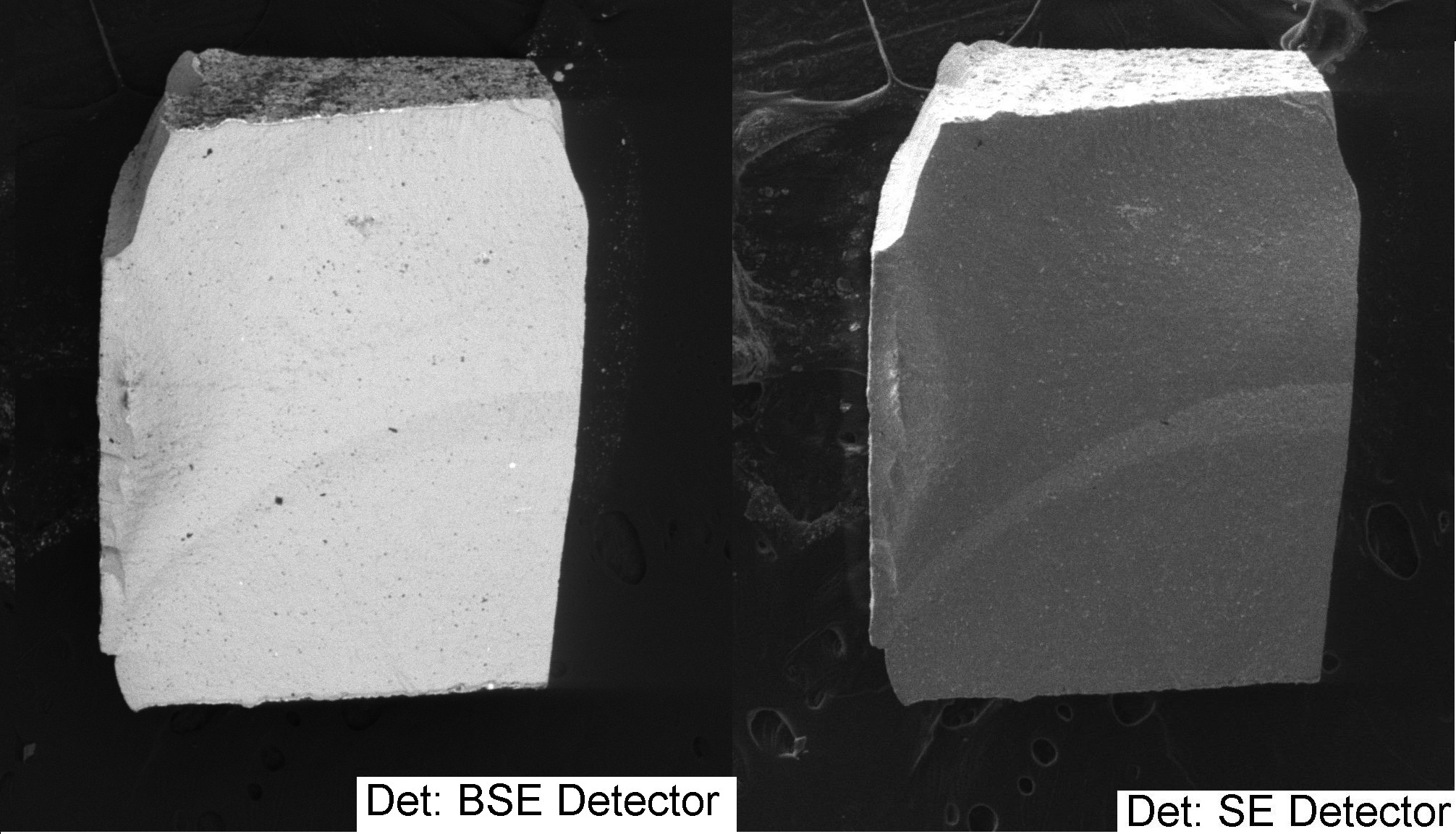
Imagini SEM ale unei pastile de CaTh(PO4)2 sintetic complet densificată prin SPS

Cheralitul apare asociat cu cuarț, hafnon, huttonit etc. Chiar dacă este un mineral rar, cheralitul este distribuit omogen pe glob. Astfel, prezența sa a fost evidențiată în Africa de Sud, Argentina, Australia, Austria, Brazilia, Canada, Cehia, China, Finlanda, Franța, Germania, Grecia, India, Italia, Laos, Madagascar, Maroc, Norvegia, Polonia, România, Rusia, Slovacia, SUA, Ungaria etc. În România au fost descoperite specimene de cheralit în cadrul formațiunilor filoniene de la Belcina și Jolotca (Ditrău).

## Structură
La fel ca toți compușii monazitici (naturali sau sintetici) adoptă aceeași structură cristalină (sistemul monoclinic, grup spațial P21/n). Cationii de calciu și thoriu sunt distribuiți statistic și se află situați în centrul unui poliedru, fiind înconjurat de nouă atomi de oxigen, cu o distanță interatomică M–O fiind de circa 2.6 Å (deobicei, cea de-a noua legătură este mai lungă). Fosforul este coordinat tetraedric în anionul fosfat.
În general, cheralitul este stabil în condiții extreme de presiune și iradiere internă sau externă. În contrast însă cu majoritatea monazitelor, cheralitul se descompune în oxizii constituenți la temperaturi superioare a 1200 °C. Chiar și așa, cheralitul poate fi complet densificat cu ajutorul SPS (în engleză Spark Plasma Sintering, tradus sinterizare în plasmă cu scânteie), ceea ce prezintă importanță pentru managementul deșeurilor radioactive.

## Compoziția chimică
În principiu, în cheralit conținutul de calciu este egal cu cel de thoriu (în procente molare). În baza substituției cationice, lantanidele ușoare (precum ceriu, lantan etc.) pot fi încorporate în cantități semnificative. 
Ca2+ + Th4+ ↔ 2 LREE3+ (LREE= Ce, La etc.)
Pentru conținut superior a 50% LREE, mineralere respective sunt clasificate drept „monazit”. Substituția huttonitică induce deviații pozitive de la raportul molar Th:Ca și conduce la prezența ionului silicat în compoziția chimică.
Conținutul ridicat de thoriu face ca cheralitul să fie un mineral radioactiv, deseori metamictic. De asemenea, cheralitul conține cantități semnificative de heliu, format prin dezintegrarea alfa a thoriului. Acesta poate fi eliminat prin simplu tratament termic asupra mineralului, cu recuperarea cristalinității; absența sau conținutul redus de heliu indică evenimente termice suferite de către mineral în istoria recentă.

## Compuși sintetici cu structură cheralit
Au fost obținute și caracterizate soluții solide complete de tip (Ln2-2xCaxThx)(PO4)2 pentru Ln = La, Ce. Substituția monazit-cheralit pare astfel posibilă pentru toate soluțiile solide (LREE,Ca,Th)PO4 (LREE= La-Gd), singurul factor limitator fiind diferența între temperatura de descompunere a capetelor de serie. Din acest punct de vedere, este de preferat a se utiliza metode care nu necesită temperaturi ridicate, precum sinteza sol-gel sau cea hidrotermală.
Compușii CaU(PO4)2 și CaNp(PO4)2 cu structură cheralit au fost sintetizați prin diverse metode de reacție (hidrotermală sau reacție în stare solidă). Plutoniul tetravalent poate fi acomodat parțial într-o astfel de structură. De asemenea, soluții solide de tip CaNp1-xPux(PO4)2 au fost obținute pentru un grad de substituție x≤ 0,3.
Similar, substituția calciului cu anumiți cationi divalenți (stronțiu, plumb) poate conduce la compuși de tip MTh(PO4)2 cu structură cheralit. Pentru ioni cu dimensiuni relative foarte diferite se obțin structuri ordonate de tip yavapaiit.